# کریستر هنریکسن
کریستر هنریکسن (انگلیسی: Krister Henriksson؛ زادهٔ ۱۲ نوامبر ۱۹۴۶) یک هنرپیشه اهل سوئد است. وی از سال ۱۹۷۱ میلادی تاکنون مشغول فعالیت بوده‌است.
از فیلم‌ها یا برنامه‌های تلویزیونی که وی در آن نقش داشته است، می‌توان به بازسازی، بی‌وفا، با هر تپش قلب و نام رمز کُک روژ اشاره کرد.